# Élisabeth-Théodose Le Tonnelier de Breteuil
Pour les articles homonymes, voir Famille Le Tonnelier de Breteuil et Breteuil.
 (août 2014).
Si vous disposez d'ouvrages ou d'articles de référence ou si vous connaissez des sites web de qualité traitant du thème abordé ici, merci de compléter l'article en donnant les références utiles à sa vérifiabilité et en les liant à la section « Notes et références ».
L'abbé Élisabeth Théodose Le Tonnelier de Breteuil (8 octobre 1712 - 24 juillet 1781,), aussi connu sous la dénomination Abbé de Breteuil, est un ecclésiastique français.

## Biographie
Fils de Louis Nicolas Le Tonnelier de Breteuil, il était le frère de Émilie du Châtelet, marquise du Châtelet.
Il est présenté de minorité dans l'ordre de Saint-Jean de Jérusalem le 19 mars 1713, il fut reçu dans l'Ordre, conseiller d'État, abbé commendataire de Saint-Eloi de Noyon en 1761, prieur commendataire de Saint-Martin-des-Champs de 1765 à 1781 et agent général du clergé de France.
Chancelier du duc d'Orléans, il est garde-des-Sceaux de ce prince, chef de son conseil et surintendant de ses maisons, finances et bâtiments.
Il se vit attribuer pour résidence officielle le pavillon de Breteuil à Sèvres. 
Il devint l'abbé de Notre-Dame de Livry de 1771 à sa mort.
Il parraina la carrière de son neveu Louis Auguste Le Tonnelier de Breteuil.
Élisabeth-Théodose Le Tonnelier de Breteuil mourut en 1781 à l'âge de 68 ans.
Une rue de Paris, la rue de Breteuil, aujourd'hui disparue, portait son nom.

## Sépulture
En 1994, sa sépulture fut exhumée dans la nef de l'église Saint-Marin-des-Champs à Paris. Des plaques de cuivre étaient fixées, l'une sur le cercueil intérieur de plomb, l'autre sur le cercueil extérieur de bois.[réf. nécessaire]

## Sources
- Louis de La Roque, Catalogue des chevaliers de Malte appelés successivement chevaliers de l'ordre militaire et hospitalier de Saint-Jean de Jérusalem, de Rhodes et de Malte - 1090-1890, 1891, Paris, Alp Desaide.
- M. de Saint-Allais,  Ordre de Malte, ses grands maîtres et ses chevaliers, Paris, 1839, Delaunay